# Pero vanduzeeata
Pero vanduzeeata là một loài bướm đêm trong họ Geometridae.